# Mandy (1952)
Mandy is een Britse dramafilm uit 1952 onder regie van Alexander Mackendrick.

## Verhaal
Wanneer blijkt dat de 2-jarige Mandy doofstom is, hebben haar ouders moeilijkheden om dat te aanvaarden. De moeder besluit om haar dochter naar een dovenschool te sturen. Door die beslissing valt het gezin uit elkaar.

## Rolverdeling
| Acteur              | Personage         |
| ------------------- | ----------------- |
| Phyllis Calvert     | Christine         |
| Jack Hawkins        | Searle            |
| Terence Morgan      | Harry             |
| Godfrey Tearle      | Mijnheer Garland  |
| Mandy Miller        | Mandy             |
| Marjorie Fielding   | Mevrouw Garland   |
| Nancy Price         | Jane Ellis        |
| Edward Chapman      | Ackland           |
| Patricia Plunkett   | Juffrouw Crocker  |
| Eleanor Summerfield | Lily Tabor        |
| Colin Gordon        | Woollard          |
| Dorothy Alison      | Juffrouw Stockton |
| Julian Amyes        | Jimmy Tabor       |
| Gabrielle Brune     | Secretaresse      |
| John Cazabon        | Davey             |